# Melhor Sozinha
"Melhor Sozinha" (estilizada como "melhor sozinha :-)-:") é uma canção da cantora brasileira Luísa Sonza, gravada para seu segundo álbum de estúdio Doce 22 (2021). Foi composta pela interprete em conjunto com Carol Biazin, Vitão, Douglas Moda e Nave, sendo produzida pela We4 Music. A canção foi lançada em 18 de julho de 2021 como segundo single do disco, simultaneamente com a faixa "VIP *-*".
Um remix com participação da cantora brasileira Marília Mendonça foi lançado em 22 de agosto de 2021.

## Antecedentes, desenvolvimento e vídeo musical
No documentário Se Eu Fosse Luísa Sonza, o produtor Douglas Moda contou sobre o desenvolvimento de "Melhor Sozinha". Luísa e sua equipe estavam em uma viagem, em Ilhabela. Era final de tarde quando Douglas sugeriu a ela que fizessem uma canção, porém ela deu um esporro nele por eles estarem lá de férias e ele pensando em trabalho. Poucas horas depois, às nove da noite, Luísa, que estava no andar de baixo da casa, subiu para o andar que Douglas e o resto da equipe estavam. No que ela entrou, eles estavam desenvolvendo uma canção. Luísa pediu para ver o que eles faziam, mas eles não queriam estressa-lá, então não falaram nada, porém ela disse para eles pararem de frescura e que mostrassem à ela. Ela gostou da melodia e decidiram fazer a canção. Ficaram trabalhando na música, que lembra as melodias das canções da cantora Marília Mendonça, até umas três para quatro horas da manhã. No dia seguinte, mandou uma mensagem para Marília, via Instagram, falando sobre "Melhor Sozinha", se ela gravaria com ela. Também tentou fazer contato por outros meios. De acordo a equipe da Marília, ela não gostou da música e, portanto, não quis gravar. Diante disso, Luísa não queria lançar a canção, mas Douglas a convenceu a mudar de ideia. Em 18 de julho de 2021, quando o álbum Doce 22 foi lançado, Marília fez um stories no Instagram cantando "Melhor Sozinha" inteira, o que deixou Luísa e sua equipe confusa. Luísa mandou outra mensagem para Marília na rede social, e a goiana disse "Finge que isso nunca aconteceu, vamos recomeçar do zero. Oi amiga! Que música linda essa 'Melhor Sozinha'. Vamos fazer uma coisa juntas?". Em 22 de agosto, a regravação foi lançada.
Luísa lançou o vídeo musical da canção com exclusividade no programa Fantástico e também fez a primeira performance de "Melhor Sozinha" e "VIP". Horas depois, os vídeos de ambas as faixas foram disponibilizados no canal oficial da cantora no YouTube. A cantora assina o roteiro e direção criativa de dois clipes, que também foram dirigidos pela artista ao lado de João Monteiro.

## Apresentações ao vivo
Sonza cantou a música pela primeira vez em 11 de agosto de 2021 no Encontro com Fátima Bernardes. Em 7 de setembro, Sonza performou a música na oitava temporada do Música Boa Ao Vivo. Em 23 de setembro, Sonza performou a música no MTV Millennial Awards 2021.

## Faixas e formatos
Download digital e streaming
1. "Melhor Sozinha :-)-:" - 3:47
2. "Melhor Sozinha :-)-:" com Marília Mendonça - 3:47

## Histórico de lançamento
| Região | Data                 | Formato(s)                 | Versão                 | Gravadora(s) | Ref.   |
| ------ | -------------------- | -------------------------- | ---------------------- | ------------ | ------ |
| Mundo  | 18 de julho de 2021  | Download digital streaming | Original               | Universal    | [ 12 ] |
| Mundo  | 23 de agosto de 2021 | Download digital streaming | Marília Mendonça remix | Universal    | [ 13 ] |